# Selenops oricuajo
Selenops oricuajo là một loài nhện trong họ Selenopidae.
Loài này phân bố ở Costa Rica.
Loài này thuộc chi Selenops. Selenops oricuajo được Sarah C. Crews miêu tả năm 2011.